# Lagerpeton
Lagerpeton é um gênero básico de Dinosauromorpha do Ladiniano (Triássico Médio). Dos Lagerpeton são conhecido de vários especimes contendo os membros posteriores, quadril, vértebras, e pés. Eles tem cerca de 0,7 metros de comprimento e foram encontrados na Formação Chañares, na Argentina. Um único pé, com um quarto dedo anormalmente longo. A espécie "Lagerpeton chanarensis", foi descrita por Romer em 1971. Ela foi relacionado com Dromomeron, descobertas nas rochas do Triássico tardio, no sudoeste dos Estados Unidos.